# Irven Spence
Irven Spence (Lincoln, 24 aprile 1909 – Dallas, 21 settembre 1995) è stato un animatore statunitense. È conosciuto principalmente per il suo lavoro sulla serie di cortometraggi animati MGM Tom & Jerry. È stato accreditato anche come Irvin Spence e Irv Spence.

## Biografia
Irven Spence nacque a Lincoln (Nebraska) il 24 aprile 1909. Il suo interesse per il disegno iniziò in gioventù, quando creava fumetti per il suo giornale del liceo (con il compagno di clase William Hanna). Il primo lavoro di animazione di Spence fu per la Winkler Pictures di Charles Mintz, e poi per Ub Iwerks, dove lavorò sulla serie Flip the Frog.
Dopo l'Iwerks Studio chiuse nel 1936, Spence lavorò alla Leon Schlesinger Productions per diversi anni come membro dell'unità di animazione di Tex Avery. Seguì Avery alla Metro-Goldwyn-Mayer dopo che Avery lasciò Schlesinger per un disaccordo. Spence fornì l'animazione per i primi tre cortometraggi di Avery alla MGM, ma presto si trasferì verso l'unità di William Hanna e Joseph Barbera. Il primo credito di Spence su Tom & Jerry fu su Dichiarazione di guerra (1943), che ricevette un Oscar al miglior cortometraggio d'animazione.
Quando la MGM chiuse la sua divisione di animazione nel 1958, Spence si unì i suoi ex capi alla Hanna-Barbera. Fornì animazione per molte serie televisive, tra cui Jonny Quest (1964), Frankenstein, Jr. and the Impossibles (1966) e I figli degli Antenati (1971).
In aggiunta al suo lavoro per la Hanna-Barbera, Spence lavorò anche per Chuck Jones (Horton e i piccoli amici di Chistaqua), la DePatie-Freleng Enterprises (Roland and Rattfink, The Ant and the Aardvark) e Ralph Bakshi (Coonskin, Wizards e Il Signore degli Anelli). L'ultimo credito di animazione di Spence fu in Tom & Jerry - Il film (1992).
Nel 1986 Spence ricevette il Winsor McCay Award dall'ASIFA-Hollywood per i suoi contributi a vita nel campo dell'animazione. Spence morì di un infarto miocardico acuto il 21 settembre 1995 a Dallas.